# Ferry Corsten
Ferry Corsten (Rotterdam, 4 december 1973) is een Nederlandse dj en producer. Net als zijn landgenoten Tiësto en Armin van Buuren behoort hij tot de wereldtop. Naast zijn eigen producties werkte Corsten ook samen met Vincent de Moor als Veracocha en met Tiësto als Gouryella.
In 2005 heeft Corsten de Marco Borsato-ballade "De Bestemming" geremixt. Deze trance-remix is of was alleen als bonustrack verkrijgbaar op de Muziek10Daagse 2005 cd.
In 2004 werd Corsten verkozen tot de nummer 5 beste DJ ter wereld. In 2010 zakte hij naar plaats 9.
Corsten presenteert sinds eind 2020 een wekelijks muziekprogramma genaamd Resonation Radio.
Op 26 april 2022 is Corsten benoemd tot Officier in de Orde van Oranje-Nassau vanwege zijn grote invloed en bijdrage aan de Nederlandse muziekindustrie, zowel vanuit eigen land als ver daarbuiten.

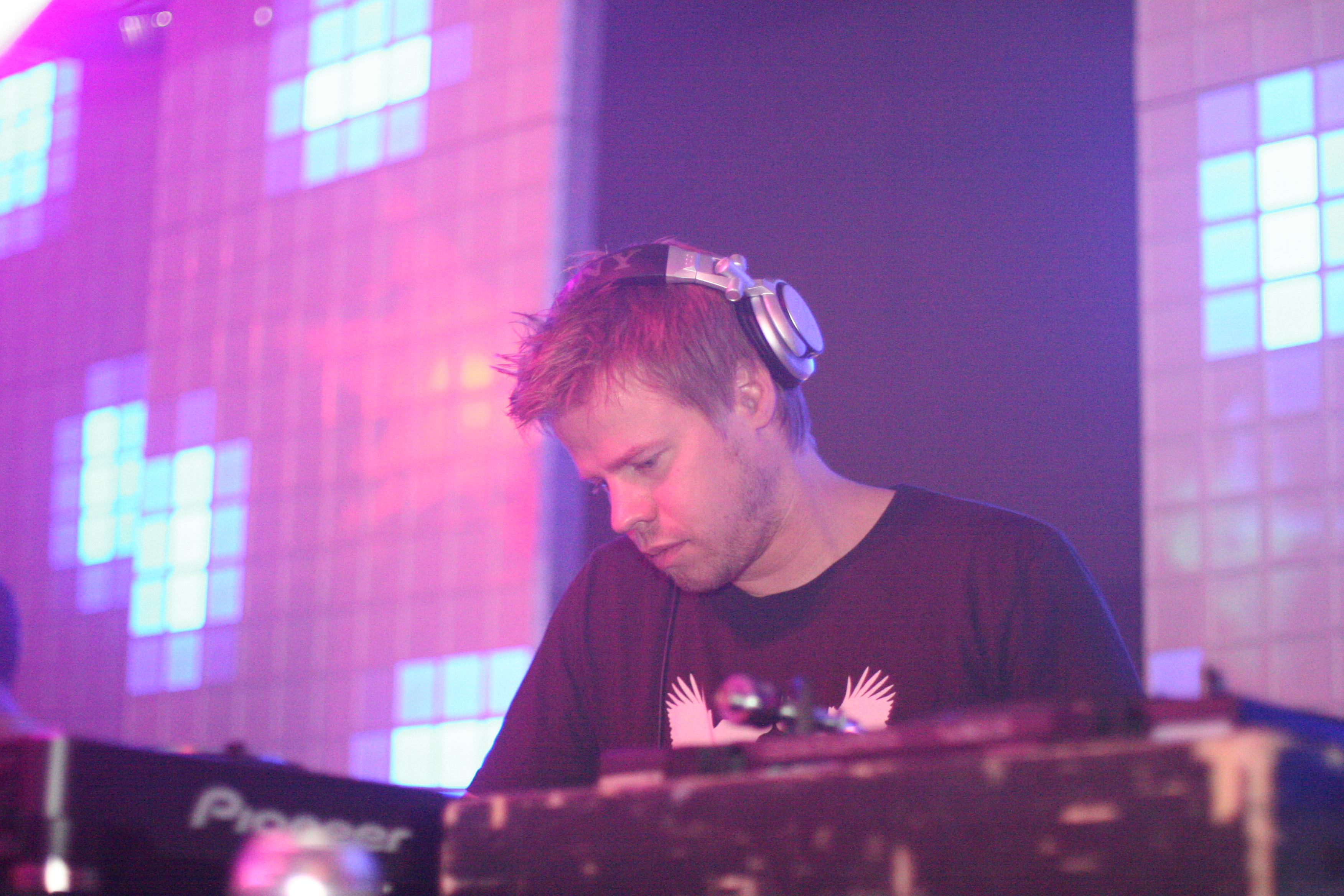
Corsten tijdens een optreden in Toronto (2006).

## Levensloop

### 1989–1999: Hoe het begon
Ferry Corsten is als muzikant officieel aan het werk gegaan toen hij 27 was. Als tiener luisterde hij naar zijn vaders platenspeler en spaarde geld om zijn eerste synthesizer te kopen door auto’s te wassen en mixen van nummers aan kinderen in de buurt te verkopen. Later begon hij met optreden met een vriend. Op 17-jarige leeftijd (in 1991) bracht hij met zijn vriend Robert Smit zijn eerste plaat uit, genaamd "The Spirit of Adventure", onder het Hithouse-label. Later bracht hij eigen producties uit terwijl hij opgroeide in Rotterdam in de jaren 90. Hij produceerde onder andere breakbeat, Drum 'n Bass en gabbertracks onder aliassen als 'Scum', 'Sons of Aliens', wat later veranderde in clubhouse en trancemuziek. De eerste single om een positie in de hitlijsten te bereiken was "Don't Be Afraid" onder de alias Moonman. Dit was de aanleiding om ook componist te worden. In 1997 hebben Corsten en zijn (muziek)partner Robert Smit een dance label opgericht (Tsunami) met het dance genootschap Purple Eye Entertainment. Deze combinatie maakte het ontstaan van een ander label mogelijk: Polar State.

### 1999–2004: De weg naar bekendheid
In februari 1999 kwam Corstens tweede soloproject, System F, uitgebracht onder het label Tsunami samen met het album Out Of The Blue. De gelijknamige track werd een hit over de hele wereld en haalde een top 20-positie in de United Kingdom single chart. De volgende single "Cry", haalde eveneens de top 20 in de UK.
Zijn groeiende populariteit einde jaren 90 leidde tot samenwerking met veel bekende dj's en muzikanten zoals Tiësto (Gouryella, Vimana), Vincent de Moor (Veracocha), and Robert Smit (Starparty). Het nummer "Gouryella" door Gouryella werd uitgebracht in mei en werd nummer 15 in de UK Singles Top 75 en behaalde nog verschillende top posities over de hele wereld. De volgende single werd "Walhalla". In 1999 was Corsten geselecteerd als producent van het jaar bij de Ericsson Music Awards in London. In september 2000 kwam de derde Gouryella-single uit, "Tenshi". In 2000 heeft Corsten ook William Orbits "Adagio for Strings" geremixt, evenals "New Year's Day" van U2. Zijn remix van Barbers "Adagio For Strings" kreeg een prijs bij Dancestar 2000 Awards. Zijn gemixte compilatie op de Ministry of Sound-dance compilatieserie Trance Nation werd een van de bestverkochte dance compilaties in het Verenigd Koninkrijk en kreeg platina. In 2000 kreeg Corsten in Nederland een Silver Harp voor zijn bijzondere inbreng in de Nederlandse dancemuziek.
In 2001 produceerde en draaide hij live de Dance Valley Anthem. Dit werd het meest verkochte anthem van Dance Valley, het toenmalig grootste dance evenement van Nederland (80 000 bezoekers).
In 2002 deed Corsten remix projecten van nummers van de Japanse superster Ayumi Hamasaki. Hij was medeproducent van het album Connected, waarvan het hoge aantal van vier miljoen exemplaren werd verkocht.
Ferry Corsten is de elektronische dance artiest met het grootste aantal dance singles in de Britse hitlijsten. Op het moment heeft hij 10 gouden singles, waaronder zijn 1999 remix van "Madagascar", "Out Of The Blue" als alias System F, beide "Gouryella" en "Walhalla" in 1999, "Cry" in 2000 en de "Dance Valley Theme" in 2001 met "Exhale" (2002) wat zijn laatste System F single was met Armin van Buuren. In 2003-2004 bracht hij de gouden singles "Punk" en "Rock Your Body Rock" uit, die tevens een ander geluid van Corsten lieten horen.
In 2003 lanceerde hij zijn eerste album als Ferry Corsten 'Right of Way', in de Heineken Musical Hall met 4.500 bezoekers tijdens zijn 8 uur durende set. De videoclip van het nummer werd genomineerd bij de TMF en de Nederlandse MTV Awards. Uit het album kwamen 3 singles voort. "Rock Your Body, Rock" werd door BG Magazine in Nederland uitgeroepen tot de grootste hit.
In 2004 produceerde en draaide Corsten live de single Everything Goes voor de TMF Awards.

### 2005–2007: L.E.F.
In 2005 richtte Corsten zijn eigen platenlabel op, Flashover Recordings, en hij bracht wereldwijd zijn tweede artiestenalbum 'L.E.F.' uit.
Speciale optredens in 2005:
- L.E.F. Beirut, Lebanon.
- L.E.F.-residencies in New York LA.
- L.E.F.-event in Amsterdam.
- South American Music Conference 2005.
- Passport Complication Release party in Rotterdam bij Rotterdam Strand.

Zijn nummer "Fire" met vocalen van Duran Duran lead-singer Simon Le Bon werd genomineerd in de beste trance videocategorie bij de 2006 Trance Awards.
In de DJ MAG Top 100 stond Corsten op plaats 5 in 2005 en op plaats 6 in 2006.
In september 2006 trad hij op bij een concert in El Salvador.
In 2006 bracht hij de single 'Junk' uit met vocalen van Guru (Gangstarr) – top 20 in Nederland.
2006 was ook het jaar van de Road to Voodoo Bus Tour: 20 staten, 27 steden in 5 weken.
Op 18 april 2007 was Corsten rechtstreeks te horen in meer dan 130 landen op WorldSpace Satellite Radio en XM Satellite Radio, AOL en Direct TV. Op 4 juli 2007 kwam hij met zijn radioprogramma Corsten's Countdown.
In 2007 bracht Corsten de single Beautiful uit en de single The Race (Brain Box).
Ook verscheen een nieuwe mixcompilatie Passport United States of America.
Ook in 2007 was de succesvolle eerste editie van Full on Ferry Concert Ahoy' Stadium Rotterdam (capaciteit: 12.000) en hij produceerde de eerste officiële anthem voor Bavaria City Racing in 2007, een Formule 1-demonstratie in het centrum van Rotterdam met meer dan 500.000 bezoekers. De officiële opening van het evenement werd verricht door Corsten en de toenmalige Nederlandse minister-president Jan Peter Balkenende.
Corsten werd in augustus 2007 de King of Crossover genoemd in een interview op de Britse clubbing website HarderFaster.net, waar ze zijn L.E.F. (Loud Electronic Ferocious)-stijl bespraken, wat sommigen als een nieuwe richting in de dancemuziek beschouwden. Corsten omschrijft het als "everything from electro house, trance and techno".

### 2008–2009: Twice In A Blue Moon
Corstens derde album, 'Twice In A Blue Moon', dat zijn debuut maakte bij de tweede editie van het evenement Full on Ferry in Ahoy Rotterdam, kwam uit op 1 november 2008. De eerste single van het album, Radio Crash, werd gedraaid door Tiësto, Armin van Buuren, Paul van Dyk, Above & Beyond en nog veel meer dj's wereldwijd. De plaat werd een grote hit in clubs over de hele wereld en gaf Corsten een goede start in het promoten van zijn nieuwe album. Hij bracht in maart 2008 zijn single uit, Into The Dark met Howard Jones. In 2008 werd Corsten ook de eerste dj die Ambassador of Freedom werd genoemd door de Dutch Liberation Day Comity - oftewel Ambassadeur van de Vrijheid op 5 Mei.

### 2009-2011: Twice In A Blue Moon (Remix Edition) en Once Upon A Night Vol. 1 & 2
Corsten kwam met een remix editie van Twice In A Blue Moon. Het bevat remixes van Rafael Frost, Lange, Ummet Ozcan, Markus Schulz en nog veel meer.
De landen die hij tijdens Twice In A Blue Moon: The Experience bezocht, waren Australië, VS, Roemenië, Brazilië en Libanon met de debuutshow op 29 mei in Mallaca, Maleisië.
Dit jaar was de derde editie van Full on Ferry – Th Masquerade op 17 oktober 2009 in Ahoy Rotterdam.
In 2009 bracht Corsten ook twee singles uit: We Belong’ van het album Twice in A Blue Moon (verschenen op 25 mei 2009) en Made of Love van het album Twice In A Blue Moon (verschenen op 14 februari 2009).
Hij bracht tevens een dvd uit: Ferry Corsten – Backstage.
Er waren in 2010 twee applicaties beschikbaar: Cue Play DJ en Pulse.
In 2010 mixte Corsten ook de BBC Radio 1 Essential Mix en het album FC Systems F – Champions kwam uit in februari.
Corsten bracht zijn album Once Upon A Night uit op 30 maart 2010 en hij begon aan zijn tournee Once Upon A Night: The Experience. Het album werd meteen een nummer 1-hit op iTunes in de VS.
Na het uitbrengen van Vol. 1, bracht hij ook Once Upon A Night Vol. 2 uit op 1 oktober. Zijn tournee startte op 17 september.
Corstens radioprogramma, Corsten's Countdown, is in ruim 30 landen te beluisteren.

### 2012: WKND
Op 24 februari 2012 verscheen Corstens vierde studioalbum, WKND. De previews van enkele tracks werden op 8 februari 2012 beschikbaar gesteld op YouTube. Van het album zijn tot nu toe 4 tracks als single uitgebracht: Feel It!, Brute met Armin van Buuren, "Ain't No Stoppin' " met Ben Hague en "Live Forever" met Aruna.

### 2018 - heden
Corsten presenteerde het wekelijkse muziekprogramma Corsten's Countdown, dat eindigde met aflevering 700 op 25 november 2020. Een week later werd het programma doorgezet met een nieuwe formule onder de naam Resonation Radio.
In recentere jaren is de muziekstijl van Corsten verschoven naar een bredere stijl. Zo draait hij verschillende genres elektronische muziek en kwam hij in 2020 met het loungealbum As Above So Below onder de artiestennaam Ferr.

## Pseudoniemen
Corsten heeft in het verleden onder veel verschillende namen opgetreden, alleen of met anderen.

### Aliassen
A Jolly Good Fellow, Albion, Bypass, Cyber F, DJ Sno-White, Eon, Exiter, Ferr,  FERR by Ferry Corsten, Firmly Underground, F Massive, Free Inside, Kinky Toys, Lunalife, Moonman, Pulp Victim, Raya Shaku, Riptide, Sidewalk, Sidewinder, Skywalker, System F, Tellurians, The Nutter,

### Onderdeel van
Discodroids (met Peter Nyborn), FB (met Benny Benassi), Gouryella (met Tiësto), Veracocha (met Vincent de Moor), Vimana (met Tiësto), System F 2010 (met Tiësto), New World Punx (met Markus Schulz) en Roef (met Robert Smit)

## Discografie

### Albums
| Album met eventuele hitnotering(en) in de Nederlandse Album Top 100 | Datum van verschijnen | Datum van binnenkomst | Hoogste positie | Aantal weken | Opmerkingen                            |
| ------------------------------------------------------------------- | --------------------- | --------------------- | --------------- | ------------ | -------------------------------------- |
| Out of the Blue                                                     | 1999                  | 03-04-1999            | 29              | 3            | als System F / Dancesmash op Radio 538 |
| Solar serenades                                                     | 1999                  | -                     |                 |              |                                        |
| Trance nation, vol. 1                                               | 1999                  | -                     |                 |              |                                        |
| Trance nation, vol. 2                                               | 1999                  | -                     |                 |              |                                        |
| Early works & remix projects                                        | 2000                  | -                     |                 |              |                                        |
| Trance nation, vol. 3                                               | 2000                  | -                     |                 |              |                                        |
| Trance nation, vol. 4                                               | 2000                  | -                     |                 |              |                                        |
| Global trancemissions                                               | 2001                  | -                     |                 |              |                                        |
| Trance nation, vol. 5                                               | 2001                  | -                     |                 |              |                                        |
| Global trancemissions 2                                             | 2002                  | -                     |                 |              |                                        |
| Mixed live                                                          | 2003                  | -                     |                 |              |                                        |
| Together                                                            | 2003                  | -                     |                 |              | als System F exclusief in Japan        |
| Right of Way                                                        | 2003                  | 08-11-2003            | 66              | 3            |                                        |
| Infinite euphoria                                                   | 2004                  | -                     |                 |              |                                        |
| World tour Tokyo                                                    | 2004                  | -                     |                 |              |                                        |
| World tour Washington                                               | 2004                  | -                     |                 |              |                                        |
| Passport: Kingdom of the Netherlands                                | 2005                  | -                     |                 |              |                                        |
| Creamfields mix                                                     | 2005                  | -                     |                 |              |                                        |
| L.E.F.                                                              | 2006                  | 03-06-2006            | 58              | 5            |                                        |
| Passport: United States of America                                  | 2007                  | -                     |                 |              |                                        |
| Twice in a Blue Moon                                                | 2008                  | 1-11-2008             | 23              | 2            |                                        |
| Once upon a night                                                   | 02-04-2010            | 03-04-2010            | 86              | 1            |                                        |
| Once upon a night (Volume 2)                                        | 08-10-2010            | 16-10-2010            | 98              | 1            |                                        |
| Full on Ferry - Ibiza - The compilation                             | 2011                  | 23-07-2011            | 98              | 1            |                                        |
| WKND                                                                | 21-02-2012            | 03-03-2012            | 51              | 3            |                                        |
| Once Upon A Night volume 3                                          | 27-11-2012            |                       |                 |              |                                        |
| >hello>world                                                        | 26-02-2016            |                       |                 |              | compilatie van 3 ep's                  |
| Blueprint                                                           | 26-05-2017            |                       |                 |              |                                        |
| As Above So Below                                                   | 27-03-2020            |                       |                 |              | als Ferr                               |
| Connect                                                             | 22-11-2024            |                       |                 |              |                                        |

### Singles
| Single met eventuele hitnotering(en) in de Nederlandse Top 40 | Datum van verschijnen | Datum van binnenkomst | Hoogste positie | Aantal weken | Opmerkingen                                                          |
| ------------------------------------------------------------- | --------------------- | --------------------- | --------------- | ------------ | -------------------------------------------------------------------- |
| Out of the blue                                               | 1999                  | 03-04-1999            | 29              | 3            | als System F / Nr. 30 in de Single Top 100                           |
| Cry                                                           | 2000                  | 18-03-2000            | tip13           | -            | als System F / Nr. 66 in de Single Top 100                           |
| Dance Valley theme 2001                                       | 2001                  | 18-08-2001            | 30              | 6            | als System F / Nr. 31 in de Single Top 100 / Dancesmash op Radio 538 |
| Exhale                                                        | 2001                  | -                     |                 |              | als System F / met Armin van Buuren / Nr. 72 in de Single Top 100    |
| Punk                                                          | 2002                  | 25-05-2002            | 34              | 3            | Nr. 49 in de Single Top 100                                          |
| Rock your body rock                                           | 2003                  | 01-11-2003            | 36              | 2            | Nr. 65 in de Single Top 100 / Dancesmash op Radio 538                |
| Right of way                                                  | 2004                  | 14-02-2004            | tip6            | -            | Nr. 86 in de Single Top 100                                          |
| Everything goes                                               | 2004                  | 01-05-2004            | 29              | 3            | TMF Awards Anthem 2004 / Nr. 54 in de Single Top 100                 |
| It's time                                                     | 2004                  | 05-06-2004            | tip10           | -            | Nr. 91 in de Single Top 100                                          |
| Fire                                                          | 2005                  | 12-11-2005            | 18              | 5            | Nr. 24 in de Single Top 100 / Dancesmash op Radio 538                |
| Watch out                                                     | 2006                  | -                     |                 |              | Nr. 64 in de Single Top 100                                          |
| Junk                                                          | 2006                  | 21-10-2006            | 38              | 5            | met Guru / Nr. 55 in de Single Top 100 / Dancesmash op Radio 538     |
| Loud electronic sensation                                     | 2007                  | -                     |                 |              | Nr. 48 in de Single Top 100                                          |
| Beautiful (Dance Tour anthem 2007)                            | 2007                  | 07-07-2007            | 33              | 3            | Nr. 79 in de Single Top 100                                          |
| The race                                                      | 2007                  | 01-09-2007            | 27              | 4            | Bavaria City Racing Anthem 2007 / Nr. 12 in de Single Top 100        |
| Bring da noise                                                | 2007                  | -                     |                 |              | met Public Enemy / Nr. 68 in de Single Top 100                       |
| Radio crash                                                   | 2008                  | -                     |                 |              | Nr. 82 in de Single Top 100                                          |
| Made of love                                                  | 2009                  | 21-03-2009            | 33              | 4            | met Betsie Larkin / Nr. 81 in de Single Top 100                      |
| We belong                                                     | 2009                  | 09-05-2009            | tip2            | -            | met Maria Nayler / Nr. 71 in de Single Top 100                       |
| Because the remix                                             | 2009                  | -                     |                 |              | met Novastar / Nr. 61 in de Single Top 100                           |
| Out of the blue 2010                                          | 2010                  | -                     |                 |              | als System F / Nr. 72 in de Single Top 100                           |
| Feel It!                                                      | 2011                  | 07-05-2011            | tip10           | -            | Nr. 72 in de Single Top 100                                          |
| Brute                                                         | 2011                  | 22-10-2011            | tip4            | -            | met Armin van Buuren                                                 |
| Ain't no stoppin'                                             | 2012                  | 21-01-2012            | tip8            | -            | met Ben Hague                                                        |

| Single met hitnotering(en) in de Vlaamse Ultratop 50 | Datum van verschijnen | Datum van binnenkomst | Hoogste positie | Aantal weken | Opmerkingen |
| ---------------------------------------------------- | --------------------- | --------------------- | --------------- | ------------ | ----------- |
| Punk                                                 | 2002                  | 18-05-2002            | tip13           | -            |             |
| Rock your body rock                                  | 2003                  | 08-11-2003            | tip8            | -            |             |
| Fire                                                 | 2005                  | 14-01-2006            | tip12           | -            |             |

### Dvd's
| Dvd's met hitnoteringen in de Nederlandse Music Top 30 | Datum van verschijnen | Datum van binnenkomst | Hoogste positie | Aantal weken | Opmerkingen |
| ------------------------------------------------------ | --------------------- | --------------------- | --------------- | ------------ | ----------- |
| Full on Ferry Masquerade                               | 2008                  | 24-05-2008            | 17              | 4            |             |
| Backstage                                              | 2009                  | 10-10-2009            | 15              | 3            |             |

## Tournees
- Play Station Tour (2003)
- Right of Way World Album tour (2004)
- Heineken Tour (2004)
- Passport Compilation World Tour (2005)
- LEF World Album Tour (2006)
- Tour (2007)
- Tour (2008)
- Twice In A Blue Moon World Tour (2009)
- Once Upon A Night World Tour (2010)
- Blueprint Album World Tour (2017)

## Prijzen
- 1995 De grote prijs van Nederland
- 1999 Producer of the Year (Ericsson Muzik Awards) Londen
- 1999 Trance Nation 1 - Platinum Sales Award
- 1999 Trance Nation 2 - Gold Sales Award
- 1999 Gold Sales Award (Art of Trance - Madagascar (Ferry Corsten Remix))
- 1999 Trance Nation 3 - Gold Sales Award
- 1999 Gold Sales Award (System F - Out the of Blue)
- 1999 Trance Nation 4 - Gold Sales Award
- 1999 Gold Sales Award (Gouryella - Gouryella)
- 2000 Dance Star UK Best Remix (William Orbit - Barber’s Adagio for Strings)
- 2000 Gold Sales Award (Gouryella - Walhalla)
- 2000 Gold Sales Award (Ferry Corsten - Cry)
- 2000 Gold Sales Award (Veracocha - Carte Blanche)
- 2000 Dancestar Award: Best Producer of the Year
- 2000 Silver Harp Award for Outstanding Contributions To Dutch Music
- 2001 Gold Sales Award (System F – Dance Valley Theme)
- 2001 Trance Nation 2001 - Silver Sales Award
- 2001 Gold Sales Award (System F Feat. Armin van Buuren - Exhale)
- 2002 Gold Sales Award (Ferry Corsten - Punk)
- 2003 BG Magazine Dance Awards: Award Biggest Hit (Rock Your Body Rock)
- 2005 Best Trance DJ Ibiza
- 2006 L.E.F. Best selling dance album on I Tunes (VS binnen 2 weken na verschijnen)
- 2007 Best Trance DJ Ibiza
- 2007 SLAM!FM DJ of the Year
- 2015 A State of Trance: Tune of the Year (Ferry Corsten presents Gouryella - Anahera)
- 2019 IDMA Legacy Award

## Nominaties
- 2004 IDMA Best International DJ
- 2004 IDMA Best Compilation (Ferry Corsten: Mixed Live)
- 2004 IDMA Best Producer
- 2004 TMF Dutch Awards Best National DJ
- 2004 TMF Dutch Awards Best Video (Rock Your Body Rock)
- 2005 IDMA 20TH Annual International Dance Music Awards
- 2005 IDMA Best Dance Video (Punk)
- 2005 IDMA Best Producer
- 2005 IDMA Best Remixer
- 2006 IDMA Best Ortofon European DJ
- 2007 IDMA Best Ortofon European DJ
- 2008 Ibiza DJ Awards Best Trance Awards
- 2008 IDMA Best Ortofon European DJ
- 2008 IDMA Best Ortofon Global DJ
- 2009 IDMA Best European DJ [12]
- 2009 IDMA Best Global DJ [13]
- 2009 IDMA Best Producer [12]
- 2010 IDMA Best European DJ
- 2010 IDMA Best Radio Show with Corsten’s Countdown
- 2010 Ibiza DJ Awards Best DJ Trance